# Katiola
Katiola – miasto w środkowej części Wybrzeża Kości Słoniowej; w regionie Vallée du Bandama; według danych szacunkowych na rok 2010 liczy 64 007 mieszkańców. W mieście znajduje się port lotniczy Katiola.